# Emjat Bafana soai királyné
Emjat Bafana (1834 (körül) – Debra Libanos, Etiópia, 1887), névváltozata: Befana, Bafena, soai királyné. Taitu etióp császárné sógornője, II. Menelik etióp császár 2. felesége és Rasz Mikael anyósa.

## Élete
Gacsu lánya. Anyja ismeretlen. Fivére, Zeka Gacsu Taitu későbbi etióp császárnénak volt a 3. férje. Emjat Bafana öt házasság után, 1865-ben ment feleségül Szahle Mariam soai királyhoz, aki 1889-től II. Menelik néven Etiópia császáraként lett híres. A házasság sokáig gyermektelen maradt, bár a királynénak korábbi házasságaiból már nyolc gyermeke is született. Végül 1882-ben 48 évesen egy testileg fogyatékos gyermeket hozott a világra, aki fiatalon meghalt. Menelik már nem remélve újabb utódokat, elvált tőle, és feleségül vette Bafana királyné sógornőjét, Taitut, de a császárnak ez a házassága is gyermektelen maradt, így házasságon kívül született gyermekeit törvényesítette, hogy a trónöröklés kérdését megoldja. Ennek érdekében Emjat Bafana lányát, Manalebist elválasztotta a férjétől, Rasz Mikeltől, és összeházasította édeslányával, Soa Reged úrnővel. Ennek a házasságnak volt a gyümölcse V. Ijaszu, II. Menelik utóda az etióp trónon.
Emjat Bafana 1887-ben halt meg Debra Libanosban, és itt is helyezték örök nyugalomra.

## Gyermekei
- 1. férjétől, Abboje úrtól
- 2. férjétől, Bedane úrtól
- 6. férjétől, Szahle Mariam (a későbbi II. Menelik etióp császár) soai királytól (1844–1913), 1 testi fogyatékos gyermek:
  - N. (gyermek) (1882–1882)
- Egyéb gyermekei:
  - Amen Soa (–1887) úr
  - Gizao (–1881 körül) úr
  - Manalebis (Manebis) úrnő, férje Mikael vollói kormányzó (1851 körül–1918), nem születtek gyermekei
  - N. (leány), férje Masasa Szajfu (–1887), I. Szahle Szelasszié soai király unokája